# Национальные варианты немецкого языка

Варианты немецкого языка

Национальные варианты немецкого языка (нем. Staatsvarietäten der deutschen Sprache или просто Varietäten) — разновидности немецкого языка, распространённые в немецкоговорящих странах и кодифицированные с учётом местных особенностей фонетики, грамматики и лексики. Не являясь ни литературным (см. Литературный немецкий язык), ни обиходно-разговорным (см. Обиходно-разговорный немецкий язык), национальный вариант, тем не менее, характеризуется как наличием норм, так и отсутствием официального статуса.
Идентификация национального варианта происходит с учётом двух факторов: 1) распространённости в одном из немецкоязычных государств; 2) наличии определённых общих норм, независимо от диалектной обстановки в стране. Следуя этим критериям, к вариантам можно причислить немецкий язык в Германии, Австрии и Швейцарии. В Германии такой вариант называется бундесдойч или верхненемецким языком Германии (Bundesdeutsches Hochdeutsch, Bundesdeutsch), для которого характерны тевтонизмы или германизмы. В Австрии — австрийский вариант (Österreichisches Deutsch) с характерными для него австрицизмами. В Швейцарии — швейцарский вариант (Schweizer Hochdeutsch) с характерными гельвецизмами. В отличие от этих вариантов, диалекты на территориях других немецкоязычных государств не нормированы и не могут играть роль объединяющих именно в данном регионе. В Лихтенштейне и в Бельгии употребляются либо ненормированные диалекты, либо стандартный немецкий язык. В Люксембурге используется люксембургский язык, который не считается вариантом.
Несмотря на различия между диалектами и национальными вариантами, следует учитывать, что они тесно связаны. Баварские диалекты в Австрии, алеманнские/швейцарские — в Швейцарии существенно повлияли на развитие национальных вариантов этих государств. Варианты являются наддиалектными видами немецкого языка, но не могут быть рассмотрены в отрыве от диалектов.